# Tomasz Lazar
Tomasz Lazar (ur. 1985 w Szczecinie) − polski fotograf, laureat międzynarodowej nagrody "World Press Photo".

## Życiorys
Studiował na Zachodniopomorskim Uniwersytecie Technologicznym w Szczecinie. Absolwent Europejskiej Akademii Fotografii w Warszawie. Laureat międzynarodowej II nagrody "World Press Photo" 2012 w kategorii Ludzie i Wydarzenia za zdjęcie uczestniczki protestów Okupuj Wall Street. Członek Związku Polskich Artystów Fotografików.

## Wystawy fotograficzne
- 2006: "Janów Podlaski 2006”, wystawa indywidualna, Szczecin
- 2008: "Widok z okna – Portret", wystawa zbiorowa poplenerowa Fotoklubu Zamek, Gryfice
- 2008: "Proste Zadania", wystawa zbiorowa Fotoklubu Zamek, Szczecin
- 2008: "Barwy Pomorza", wystawa zbiorowa Fotoklubu Zamek, Szczecin
- 2009: "Momenty", wystawa indywidualna, Szczecin
- 2011: "Linia brzegowa", wystawa indywidualna, Galeria Obok ZPAF, Warszawa[3]

## Nagrody
- 2006: wyróżnienie za debiut w międzynarodowym konkursie diaporam "Zachodniopomorskie Spotkania z Diaporamą"
- 2007: wyróżnienie na konkursie fotograficznym "Portret", Koło
- 2007: wyróżnienie w konkursie "Taniec – energia ciała i wyobraźni", Lublin
- 2007: II miejsce w konkursie "Zachodniopomorski Konkurs Fotograficzny", Dębno
- 2007: I miejsce w ogólnopolskim konkursie diaporam Multidiaprama, Szczecin
- 2007: I miejsce w konkursie międzynarodowym "Zestaw", Świdnica
- 2008: medal Fotoklubu Zamek w "Zachodniopomorskich Spotkaniach z Diaporamą" za diaporamę "Lekcja baletu", Szczecin
- 2008: II miejsce w krajowym konkursie prasowym BZWBKPRESS PHOTO w kategorii przyroda, Warszawa
- 2009: III miejsce w konkursie międzynarodowym "Discovery Europe" w kategorii "Moje odkrycie – Polska", Warszawa
- 2009: I miejsce w konkursie międzynarodowym "Discovery Europe" w kategorii "Moje odkrycie – Polska", Warszawa
- 2009: wyróżnienie w konkursie "Dolina Kreatywna" organizowanym przez TVP, Warszawa
- 2009: 8x Honorable Mention w ogólnoświatowym konkursie "International Photography Award", Los Angeles
- 2009: finał w ogólnoświatowym konkursie "Sony World Photography Award" w kategorii architektura, Cannes
- 2012: II Nagroda "World Press Photo" w kategorii Ludzie i Wydarzenia za zdjęcie uczestniczki protestów Okupuj Wall Street
- 2013: I miejsce w Hearst 8x10